# Väskinde
Väskinde – miejscowość (tätort) w Szwecji, w regionie administracyjnym (län) Gotland, w gminie Gotland.
Według danych Szwedzkiego Urzędu Statystycznego liczba ludności wyniosła: 337 (31 grudnia 2015), 333 (31 grudnia 2018) i 338 (31 grudnia 2019).